# Abbeville (South Carolina)

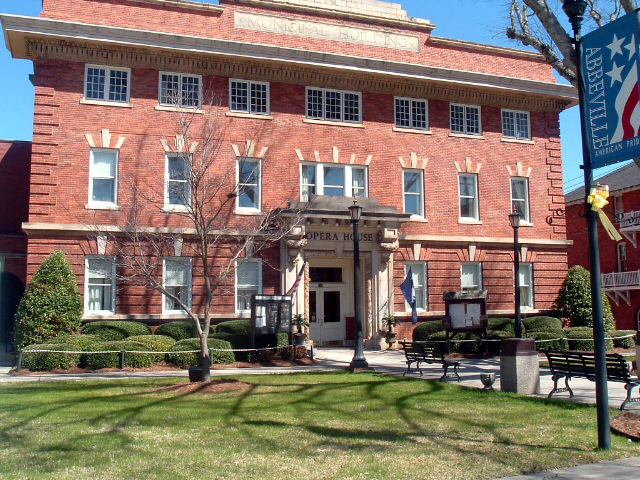
Abbeville Opera House, een toeristische trekpleister

Abbeville is een plaats (city) in de Amerikaanse staat South Carolina, 138 kilometer ten westen van Columbia. De stad valt bestuurlijk gezien onder Abbeville County. In Abbeville werd op 22 november 1860 de eerste aanzet gegeven tot afscheiding van South Carolina van de Verenigde Staten. Niet veel later begon de Amerikaanse Burgeroorlog. Op 2 mei 1865 erkende Jefferson Davis in Abbeville het einde van de Geconfedereerde Staten van Amerika, waarmee een einde kwam aan de burgeroorlog.

## Demografie
Bij de volkstelling in 2000 werd het aantal inwoners vastgesteld op 5840.
In 2006 is het aantal inwoners door het United States Census Bureau geschat op 5683, een daling van 157 (-2,7%).

## Geografie
Volgens het United States Census Bureau beslaat de plaats een oppervlakte van
15,2 km², geheel bestaande uit land.

## Plaatsen in de nabije omgeving
De onderstaande figuur toont nabijgelegen plaatsen in een straal van 20 km rond Abbeville.

## Geboren
- John C. Calhoun (1782-1850), vicepresident van de Verenigde Staten, minister en senator
- Benjamin Glover Shields (1808-1850), politicus